# Orden del Trono
La Orden del Trono es la cuarta condecoración real marroquí en la lista de condecoraciones reales marroquíes concedidas para recompensar a personas que han prestado servicios distinguidos de carácter civil o militar.

## Historia
La orden apareció por primera vez el 16 de mayo de 1963, cuando fue emitida durante el reinado del rey Hassan II, que gobernó Marruecos entre 1961 y 1999.
El real decreto n.º 199-66 de 1 de ramadán de 1386 (14 de diciembre de 1966) por el que se crean las órdenes del Reino.

## Los grados y distinciones
La Medalla del Trono consta de cinco grados: Uno excepcional (gran collar) y cuatro ordinarios (oficial superior, comendador, oficial y caballero.

### Gran Collar
Clase excelente: es el grado del Gran Collar concedido de acuerdo con el artículo 46 del Real Decreto relativo a las medallas reales a 20 personas a la vez. Se distingue porque el destinatario lleva una insignia en el hombro derecho y una estrella en el lado izquierdo del pecho. La medalla de este grado, de acuerdo con el artículo 16 del mismo Real Decreto, consiste en un medallón dorado de 80 milímetros de diámetro, de forma pentagonal formado por cinco alas, cada una con diez rayos, sobre las que se coloca el camuflado verde. Estrella marroquí, con el emblema del Reino en el centro y la palabra “Trono” entre sus dos dimensiones inferiores; Un medallón dorado con un diámetro de 55 milímetros tiene la misma forma que el medallón, excepto por las cinco alas mencionadas anteriormente, cada una de las cuales contiene sólo seis rayos. El medallón cuelga de un pañuelo de seda rojo de 101 milímetros de ancho con una línea verde a ambos lados, el medallón se lleva en el lado izquierdo del pecho y el pañuelo se coloca desde el hombro derecho hasta el lado izquierdo.

### Oficial superior
Primera Clase: es el grado de oficial superior obtenido de acuerdo con el artículo 46 del Real Decreto relativo a las condecoraciones reales para 60 personas a la vez. Se distinguen por llevar una insignia en el cuello y otra estrella en el lado izquierdo del pecho. La medalla de este grado, según el artículo 17, consiste en un medallón de oro con un diámetro circular de 80 milímetros en forma de medallón de clase excelente, a excepción de las cinco alas mencionadas anteriormente, que son de plata. El medallón se lleva en el lado izquierdo del pecho.

### Comandante
Segundo grado: es el grado de comendador obtenido de acuerdo con el artículo 46 del Real Decreto relativo a las condecoraciones reales para 400 personas a la vez. Se distinguen por llevar una insignia alrededor del cuello. La medalla para este título, según el artículo 18, consiste en una medalla de oro de 55 milímetros de diámetro en forma de medalla de excelente clase. La medalla se lleva al cuello con una cinta de seda de los dos colores de la medalla, de 37 milímetros de ancho.

### Oficial
Tercera clase: es el grado de oficial y se otorga de acuerdo con el artículo 46 del Real Decreto relativo a las condecoraciones reales a un máximo de 5.000 personas. Se distinguen por llevar una insignia con una rosa en el lado izquierdo del pecho. La medalla para este título, según el artículo 19, consiste en una medalla de oro de 40 milímetros de diámetro en forma de medalla de excelente clase. La medalla se porta con una cinta de seda de los dos colores de la medalla, de 37 milímetros de ancho, y también contiene un rosetón de los colores de la medalla. La medalla se coloca en el lado izquierdo del pecho.

### Caballero
Cuarto grado: Es el grado de caballero y se otorga de acuerdo con el artículo 46 del Real Decreto relativo a las condecoraciones reales a un máximo de 20 mil personas. Quienes ostentan este título se distinguen por llevar una insignia en el lado izquierdo del pecho. Para obtener la Orden del Trono, cuarta clase, conforme al artículo 58, el candidato deberá haber obtenido el grado de excelencia de la Orden Nacional del Mérito durante al menos diez años, y haber destacado en el desempeño de su labor durante el período mencionado. La medalla de este grado, según el artículo 20, consiste en una medalla de plata de 40 milímetros de diámetro en forma de medalla de excelente clase. La medalla se porta con una cinta de seda de los colores de la medalla, de 37 mm de ancho, y se coloca en el lado izquierdo del pecho.
Cintas
| Cintas      | Cintas           | Cintas     | Cintas  | Cintas    |
| ----------- | ---------------- | ---------- | ------- | --------- |
| Gran Collar | Oficial superior | Comandante | Oficial | Caballero |

## Miembros de la Orden del Trono

### Gran Collar
1986
- Aga Khan IV: imán de los musulmanes chiitas ismaelíes nizaríes.

2002
- Abderramán Yusufi: ex-primer ministro de Marruecos.

2008
- Driss Jettou: ex-primer ministro de Marruecos.

2009
- Mohamed M'jid: presidente de la Federación Real Marroquí de Tenis y Actor Asociado y Deportivo.

2010
- Mahjoubi Aherdane: presidente de Honor y Fundador del Movimiento Popular.
- Ismail Alaoui: Presidente del Consejo de la Presidencia del Partido del Progreso y del Socialismo (PPS).

### Comandante
2004
- Jaime gil aluja: presidente de la Real Academia de Ciencias Económicas y Financieras.[1]

2013
- Mohamed Taieb Naciri: abogado y exministro de Justicia.[2]
- Assia El Ouadie: exmiembro de la Fundación Mohammed VI para la Reinserción de los Detenidos.
- Mohamed Idrissi Kaitouni: ex director del diario L’Opinion.

### Oficial
2004
- Aldo olcese santonja: académico en la Real Academia de Ciencias Económicas y Financieras.

2009
- Isaac Siboni: empresario español.[3]

2013
- Amina Bouayach: actora asociativa.
- Yasmina Bouziane: experta en comunicación en las Naciones Unidas
- Meryem Chadid: profesora en astronomía y primera mujer marroquí en llegar a Antárctica,
- Nezha Hayat: directora de un banco
- Mohamed Bouanani: poeta y periodista.